# تیتونه
تیتونه یک منطقهٔ مسکونی در الجزایر است که در ناحیه ثنیه واقع شده‌است. تیتونه ۲ کیلومتر مربع مساحت دارد ۱۴۰ متر بالاتر از سطح دریا واقع شده‌است.